# Председник Државе Израел
Председник Државе Израел (хебр. נשיא מדינת ישראל) је шеф државе у Израелу. Функција је углавном церемонијална улога, са извршном моћи кабинета на челу са премијером. Актуелни председник је Исак Херцог, који је преузео дужност 7. јула 2021. године. Председника бира Кнесет на један седмогодишњи мандат.

## Избор
Председник Израела се бира апсолутном већином у Кнесету, тајним гласањем. Ако ниједан кандидат не добије апсолутну већину гласова у првом или другом кругу гласања, кандидат са најмање гласова елиминише се у сваком наредном кругу, ако је потребно док не преостане само два. Од 1949. до 2000. председник је биран на петогодишњи мандат, и било му је дозвољено да обавља до два мандата. Од 2000. председник служи само један седмогодишњи мандат.
Сваки држављанин Израела има право да се кандидује за председника. Функција постаје упражњена након завршетка мандата, смрти, оставке или одлуке три четвртине Кнесета да смени председника због лошег понашања или неспособности. Председнички мандат није кључан за мандат Кнесета, како би се обезбедио континуитет у влади и нестраначки карактер канцеларије. У израелском државном систему нема потпредседника државе. Ако је председник привремено неспособан, или напусти функцију, председник Кнесета постаје вршилац дужности председника.